# Корж Віталій Андрійович
Віта́лій Андрі́йович Ко́рж (5 жовтня 1987, Суми) — український легкоатлет, майстер спорту України міжнародного класу, чемпіон літньої Універсіади у Казані. Чемпіон України 2013 р. з бігу на 100 метрів (Донецьк).
Станом на липень 2013 року — студент Сумського державного університету.

## Біографія
Народився 5 жовтня 1987 року у Сумах.
Займається легкою атлетикою з 1998 року, перший та нинішній тренер Білодід О. Ф.
У 2009 році закінчив Сумський Державний Педагогічний Університет ім. А. С. Макаренка, спеціальність — фізична культура.

### Універсіада 2013
На літній Універсіаді, яка проходила з 6-о по 17-е липня у Казані, Віталій предсталяв Україну у двох дисциплінах та завоював золоту медаль разом із Русланом Перестюком, Сергієм Смеликом та Ігорем Бодровим.
У попередньому раунді українці кваліфікувались першими з результатом 38.75 секунди. У фіналі вони покращили свій час до 38.56, що дозволило посісти перше місце. Друге місце у японців (39.12), бронзові нагороди у поляків (39.29).
Також Корж брав участь у змаганнях з бігу на 100 метрів, де пробіг у першому раунді з другим часом 10.50 та кваліфікувався до наступного раунду. У другому раунді його дискваліфікували.

## Державні нагороди
- Орден «За заслуги» III ступеня (25 липня 2013) — за досягнення високих спортивних результатів на XXVII Всесвітній літній Універсіаді в Казані, виявлені самовідданість та волю до перемоги, піднесення міжнародного авторитету України[4]